# Пономарьовська сільська рада (Усть-Калманський район)
Пономарьо́вська сільська рада (рос. Пономарёвский сельский совет) — сільське поселення у складі Усть-Калманського району Алтайського краю Росії.
Адміністративний центр — село Пономарьово.

## Населення
Населення — 405 осіб (2019; 563 в 2010, 795 у 2002).

## Склад
До складу сільської ради входять:
| Населений пункт   | Населення, осіб (2002) | Населення, осіб (2010) |
| ----------------- | ---------------------- | ---------------------- |
| Западний, селище  | 98                     | 61                     |
| Пономарьово, село | 697                    | 502                    |